# Stazione di Provesano
La stazione di Provesano era una fermata ferroviaria posta sulla ferrovia Gemona del Friuli-Casarsa. Serviva la frazione omonima del comune di San Giorgio della Richinvelda.

## Storia
La fermata venne attivata il 14 dicembre 1941. Venne chiusa al traffico passeggeri a causa della chiusura del tronco Pinzano-Casarsa al traffico passeggeri nel 1967. Nel 1970 venne declassata a fermata impresenziata e qualche anno dopo, nel 1987, venne definitivamente soppressa per la chiusura al traffico merci sulla linea.

## Strutture e impianti
La fermata è costituita da un binario, da una banchina che dava su un passaggio a livello e da un fabbricato viaggiatori. Al 2008 è stata trasformata in un'abitazione privata.